# Tugny-et-Pont

Tugny-et-Pont este o comună în departamentul Ain, Franța. În 1 ianuarie 2022 avea o populație de 283 de locuitori.